# Анищенко, Александр Михайлович
Алекса́ндр Миха́йлович Ани́щенко (24 октября [6 ноября] 1916 года — 30 октября 1976 года) — участник Великой Отечественной войны, командир миномётного расчёта 209-го гвардейского стрелкового полка 73-й гвардейской стрелковой дивизии 7-й гвардейской армии Степного фронта, Герой Советского Союза (26 октября 1943), гвардии сержант.

## Биография
Родился 24 октября (6 ноября) 1916 года в селе Алыкпош ныне Карасуского района Кустанайской области Казахстана в крестьянской семье. Украинец. Окончил курсы трактористов. Работал в колхозе.
В Красную Армию призван в январе 1943 года Мурашинским райвоенкоматом Кировской области и в марте того же года направлен на фронт. Член ВКП(б) с 1944 года.
Командир миномётного расчёта 209-го гвардейского стрелкового полка (73-я гвардейская стрелковая дивизия, 7-я гвардейская армия, Степной фронт) гвардии сержант Александр Анищенко особо отличился в боях в районе села Бородаевка Верхнеднепровского района Днепропетровской области Украины.
На подручных средствах Анищенко с вверенным ему миномётным расчётом преодолел реку Днепр и огнём содействовал воинам в захвате Бородаевского плацдарма.
При отражении контратаки 26 сентября 1943 года миномётчики гвардии сержанта Анищенко А. М. уничтожили большое количество немцев.
5 октября 1943 года гвардии сержант Анищенко подбил немецкий танк, а 16 октября 1943 года первым ворвался в опорный пункт врага и гранатами уничтожил два пулемёта.
В ходе боя было взято в плен много немцев, захвачено большое количество вооружения.
Был ранен.
Указом Президиума Верховного Совета СССР от 26 октября 1943 года «за образцовое выполнение боевых заданий командования на фронте борьбы с немецко-фашистскими захватчиками и проявленные при этом мужество и героизм» гвардии сержанту Анищенко Александру Михайловичу присвоено звание Героя Советского Союза с вручением ордена Ленина и медали «Золотая Звезда» (№ 1501).
После войны А. М. Анищенко демобилизован. Жил и работал в Кирове. Скончался 30 октября 1976 года.

## Награды
- Медаль «Золотая Звезда» Героя Советского Союза (№ 1501)
- Орден Ленина
- Медали, в том числе:
  - Медаль «За победу над Германией в Великой Отечественной войне 1941—1945 гг.»
  - Юбилейная медаль «Двадцать лет Победы в Великой Отечественной войне 1941—1945 гг.»
  - Юбилейная медаль «Тридцать лет Победы в Великой Отечественной войне 1941—1945 гг.»